# 太田富夫
太田 富夫（おおた とみお、1936年10月21日 - ）は、日本の陸上競技選手。
1960年ローマオリンピックと1964年東京オリンピックに、男子三段跳で出場した。
1962年アジア競技大会（インドネシア・ジャカルタ）に出場し、三段跳で銀メダルを獲得した。